# 小行星7317
小行星7317（7317 Cabot）是一颗绕太阳运转的小行星，为主小行星带小行星。该小行星于1940年3月12日发现。

## 轨道参数
小行星7317的轨道半长轴为2.3308989 UA，离心率为0.152。